# Likbelägna vinklar

Linjerna L_{1} och L_{2} skärs av transversalen t. A och B är likbelägna vinklar.

Likbelägna vinklar är ett begrepp inom geometrin. 
När två räta linjer skärs av en tredje (transversal) kallas vinklarna på samma sida av transversalen mellan transversalen och de givna linjerna, med spetsarna i skärningspunkterna, för likbelägna vinklar. Likbelägna vinklar är lika stora om och endast om de två givna linjerna är parallella.